# Газовий захист
Газовий захист ( рос. газовая защита, англ. automatic gas protection, нім. automatischer Gasschutz m) – здійснення заходів, що виключають можливість загазування гірн. виробок понад допустиму концентрацію метану і вибуху метаноповітряної суміші на шахтах. 
Г.з. базується на безперервному контролі вмісту метану в гірн. виробках газоаналізаторами, фіксуванні моменту досягнення гранично допустимої концентрації газу і автоматич. видачі захисних команд на відключення всього електрообладнання, яке розташоване у небезпечній зоні, аварійну сигналізацію та введення в дію додаткових засобів провітрювання і розгазування аварійної дільниці. Системами Г.з. обладнані всі шахти, небезпечні за газом.